# Зайцев, Николай Семёнович
Николай Семёнович Зайцев — советский деятель внутренней безопасности, депутат Верховного Совета РСФСР.

## Биография
Родился 31.01.1903; место рождения — с. Усы Сызранского уезда Симбирской губернии. Национальность — русский.
Член ВКП(б) c 07.1927. Состоял в комсомоле.
В органах ВЧК−ОГПУ−НКВД с 1929.
До 22.12.1938 — начальник УНКВД Оренбургской области.
Депутат Верховного Совета РСФСР 1 созыва.
Арестован 25.12.1938. Осужден 21.11.1939. Орган, вынесший решение — ВКВС СССР. Приговорён к высшей мере наказания. Расстрелян в Москве 28.01.1940. В реабилитации отказано 11.02.2014 (определение Верховного Суда РФ).

## Звания
- лейтенант государственной безопасности (26.12.1935)
- старший лейтенант государственной безопасности (16.04.1937
- капитан государственной безопасности (20.02.1938)